# Trisuloides
Trisuloides é um gênero de traça pertencente à família Arctiidae.